# Oxydia umbrosa
Oxydia umbrosa är en fjärilsart som beskrevs av William Schaus 1901. Oxydia umbrosa ingår i släktet Oxydia och familjen mätare. Inga underarter finns listade i Catalogue of Life.